# Ortsgebiet
Ortsgebiet ist ein feststehender Begriff der österreichischen Straßenverkehrsordnung, der sich auf das Straßennetz innerhalb der Hinweiszeichen „Ortstafel“ und „Ortsende“ bezieht. Im umgangssprachlichen Sinn versteht man darunter eine geschlossene Ortschaft und man grenzt damit den Siedlungsraum von Freiland (Flur) ab.

## Definition und Funktion
Der Begriff ist im § 2 Abs. 1 Z 15 der StVO 1960, BGBl. Nr. 159/1960 niedergelegt und dient dazu, diesen Bereich von der Freilandstraße abzugrenzen und darin eigene Verkehrsregelungen aufzustellen. 
Das Ortsgebiet ist als das Straßennetz innerhalb der Hinweiszeichen „Ortstafel“ und „Ortsende“ definiert. Damit ist es kein Gebiet im Sinne der Raumplanung, sondern bezieht sich nur auf Straßenzüge oder Abschnitte von Straßenzügen.
Dem Verkehrsteilnehmer wird der Anfang und das Ende des Ortsgebietes mit Hilfe einer Ortstafel (Verkehrszeichen 17a und 17b) angezeigt. Davon abweichende Beschilderung hat keine rechtliche Verbindlichkeit. Hat eine Ansammlung mehrerer Gebäude keine eigene Ortstafel, sondern nur eine Hinweistafel mit einer geografischen Bezeichnung, so gelten besondere Verkehrsregelungen. Um trotzdem eine Temporeduktion zu erreichen, wird daher meist als Zusatz eine Geschwindigkeitsbegrenzung vorgeschrieben.
Ein Ortsgebiet gilt dann als zusammenhängend, wenn die Baulücken, das heißt unverbautes Gebiet, nicht länger als 200 Meter sind.

## Verkehrsregeln
Die bekannteste Verkehrsregel im Ortsgebiet ist das Tempolimit von 50 km/h. Darüber hinaus gelten noch weitere: so ist u. a. auf Vorrangstraßen mit Gegenverkehr das Linkszufahren, sowie das Umkehren (außer auf geregelten Kreuzungen) verboten. LKW mit mehr als 3,5 t und Autobusse mit mehr als 7,5 t höchstem zulässigem Gesamtgewicht dürfen täglich zwischen 22 und 6 Uhr sowie in der Zeit des Wochenendfahrverbotes für LKW nicht näher als 25 m von Gebäuden, die vorwiegend Wohnzwecken dienen oder die Krankenanstalten, Kuranstalten oder Altersheime sind, geparkt werden. 
Weiters ist Autobussen des Kraftfahrliniendienstes, die aus Haltestellen ausfahren, der Vorrang nur innerhalb des Ortsgebietes zu geben. Dies sind nur einige Punkte, die vor allem für die Kraftfahrer gelten. Auch die korrekte Platzierung von Verkehrszeichen ist oft abhängig, ob sie innerhalb oder außerhalb des Ortsgebietes stehen. So müssen außerhalb des Ortsgebietes Gefahrenzeichen in einer Entfernung von 150–250 m vor der eigentlichen Gefahr stehen, während sie im Ortsgebiet auch in einer anderen Entfernung stehen dürfen, ohne dass dieser Umstand auf einer Zusatztafel angezeigt werden muss.
Es gibt aber auch zahlreiche Vorschriften, die für die Bewohner von Häusern entlang einer Straße innerhalb des Ortsgebietes gelten. So muss u. a. bei Nichtvorhandensein eines Gehsteiges ein Gehstreifen im Winter schneefrei gehalten werden, was außerhalb des Ortes nicht notwendig ist.
In Verbindung mit dem Ortsgebiet können aber auch die Gültigkeit anderer Verwaltungsregelungen auf der Ortstafel gekennzeichnet werden.

## Ausdehnung
Da dem Begriff des Ortsgebietes keine administrative Komponente zukommt, stehen die die Ausdehnung des Ortsgebietes anzeigenden Ortstafeln nicht an verwaltungstechnischen Grenzen und lassen sich auch nicht in ein flächenhaftes Gebilde überführen. Das Ortsgebiet hat somit keine Ausdehnung in geographischem Sinn. Teilweise sind untergeordnete Verkehrswege, die nicht dem Durchzugsverkehr dienen, gar nicht mit Ortstafeln versehen. Nur bei zusammengewachsenen Ortschaften steht die Ortstafel an der administrativen Grenze, sofern dies verkehrstechnisch und durch die Verbauung möglich ist.

## Erweiterter Begriff Ortsgebiet / geschlossene Ortschaft
Manche rechtliche Regelungen beziehen sich auf das Ortsgebiet (geschlossene Ortschaft) als Fläche, unabhängig von Straßen. Dabei handelt es sich dann im Allgemeinen um ein Gebiet, das zusammenhängend verbaut ist und dauerhaft bewohnt wird. Solche Gebiete spielen etwa in Regelungen zum Lärmschutz eine Rolle (etwa: Spezielle Genehmigungen für „Großfeuerwerk innerhalb des Ortsgebiets“), und auch in naturschutzrechtlichen Angelegenheiten (etwa: Definition des Landschaftsschutzgebiets) als „außerhalb geschlossener Ortschaften gelegene Gebiete von besonderer landschaftlicher Eigenart oder Schönheit […].“ (§ 10 Abs. 1 TNSchG)
Hier finden sich konkrete Feststellungen wie:

„Gemäß § 3 Abs2 TNSchG ist eine „geschlossene Ortschaft“ ein Gebiet, das mit mindestens fünf Wohn- oder Betriebsgebäuden zusammenhängend bebaut ist, wobei der Zusammenhang bei einem Abstand von höchstens 50 Metern zwischen zwei Gebäuden noch nicht als unterbrochen gilt. Zur geschlossenen Ortschaft gehören auch Parkanlagen, Sportanlagen und vergleichbare andere weitgehend unbebaute Grundstücke, die überwiegend von einem solchen Gebiet umgeben sind. Land- und forstwirtschaftliche Gebäude, die nach den raumordnungsrechtlichen Vorschriften im Freiland errichtet werden dürfen, gelten nicht als Betriebsgelände.“

Österreichweit einheitlich wird das über den Begriff der Siedlungseinheit durch die Statistik Austria präzisiert, das sind die zusammenhängenden Siedlungsräume.